# Graeme Shinnie
Graeme Shinnie, né le 4 août 1991 à Aberdeen, est un footballeur écossais, qui évolue au poste de défenseur au sein du club d'Aberdeen FC.

## Biographie

### En club
En janvier 2015, il signe un pré-contrat et accord avec Aberdeen FC. Il finit tous les éléments qu'il devait complété et devient officiellement un joueur du club en juin 2015.
Le 1er juillet 2019, il rejoint Derby County,. Lors d'une interview il annonce sa faim et excitation de rejoindre le club,.
Le 16 janvier 2022, il rejoint Wigan Athletic.
En janvier 2023, il est prêté à Aberdeen FC, et il les rejoint de manière permanente le 28 juin 2023.

### En sélection nationale
Le 29 mai 2018, il fait ses débuts internationaux pour l'Écosse dans un match amical contre le Pérou à Lima (victoire 2-0 à faveur du Pérou).

## Palmarès

### En club
- Inverness Caledonian Thistle
  - Vainqueur de la Coupe d'Écosse en 2015

- Aberdeen
  - Vice-champion du Championnat d'Écosse en 2016
  - Finaliste de la Coupe de la Ligue écossaise en 2016, 2018 et 2023-24
  - Vainqueur de la Coupe d'Écosse en 2025
  - Finaliste de la Coupe d'Écosse en 2017

- Wigan Athletic
  - Champion d'Angleterre de D3 en 2022

### Distinctions personnelles
- Membre de l'équipe-type de Scottish Premier League en 2014, 2015, 2016 et 2019[10].

## Vie privée
Son frère aîné est Andrew Shinnie, également footballeur.